# 春闘
春闘（しゅんとう）とは、日本において毎年2月頃から行われるベースアップ等の賃金の引上げや労働時間の短縮などといった労働条件の改善を交渉する労働運動である。「春季生活闘争」（おもに労働組合側が使用）、「春季労使交渉」（おもに経営側が使用）、「春季闘争」などの呼称もある。
企業別労働組合が主流である日本においては、個々の企業ごとの労働組合の交渉力の差が大きい。そこで労働者側が団結し、各企業・各産業が毎年同時期に歩調をあわせ団結することで交渉力を高める狙いがある。

## 春闘組織
- 連合は、中央闘争委員会または中央執行委員会
- 全労連は、国民春闘共闘委員会
- 全労協は、けんり春闘全国実行委員会

### 歴史
- 1954年に、5単産（単位産業別労働組合：炭労、私鉄総連、合化労連、電産、紙パ労連）で「5単産共闘会議」が設立された。
- 1955年に、全国金属、化学同盟、電機労連が加わり「8単産共闘会議」が結成された。
- 1959年に、総評と中立労連により春闘共闘委員会が結成[3]。
  - 他方、同盟と新産別は春闘に対し批判的であったが、これらのナショナルセンター傘下にある産業別労働組合も春季に賃金交渉を行うようになっていった[3](ただし、同盟は「春闘」という用語を嫌い、「賃金闘争(賃闘)」の用語を使用していた。連合に統一された現在も、これら同盟系の組合は「春闘」ではなく正式名称の「春季生活闘争」を使用している場合が多い)。
- 1974年の春闘は、狂乱物価を背景に物価や税制、社会保障問題なども取り上げられるようになり、「国民春闘」と名付けられた[3]。
- 1975年には、共闘会議の名称も「国民春闘共闘会議」とされた一方、鉄鋼労連などの輸出産業単産が主導権を握るとともに、ストライキ等を伴う実力闘争から労使トップレベルによる交渉が主体となっていった[3]。
- 1988年に連合の前身となる民間連合が結成された際、各組合が春季に行っていた賃金闘争は、「春季生活改善闘争」として民間連合が指揮を執ることとなった[3]。
- 1989年に、民間連合は官公労と組織統合し、連合が結成された。連合は、民間連合が行っていた春季生活改善闘争を「春季生活闘争」として、官公労も加えて取組むこととなった。他方で結成された全労連は純中立労組懇などとともに「国民春闘共闘委員会」を、全労協は、全港湾などとともに「けんり春闘全国実行委員会」を発足させ、現在に至る。

## 交渉の流れ
毎年1月に経団連が春闘への姿勢を示す「経労委報告」を公表する。これを受け、まずは自動車や電気機器、鉄鋼などの大手製造業（各社の労働組合が全日本金属産業労働組合協議会（金属労協）に所属しているため金属産業と呼ばれる）が口火を切って交渉し、その年の労働条件の方向性が固まる。その後、鉄道や電力会社などの非製造業が交渉に入り、いわゆる大手企業の春闘が終了する。そして中小企業では概ね3月中に労働条件の改善交渉が行われて、その年の春闘が終了する。なお、公務員などの春闘もある。
2013年以降は毎秋、翌年の春闘に向け、政府が経団連に賃上げを要請しているため、「官製春闘」とも呼ばれ、ここがスタートとなる。
しかし、近年では若者を中心にイベント化しているとの声が上がっている。また、非正規社員は参加できないため、製造業などでは組合員数の減少が深刻な問題になっている。

## 春闘賃上げ率
春闘賃上げ率は、各年の春闘の結果、各企業の使用者と労働組合間で妥結した平均の賃金引上げ率である。通常採用されている春闘賃上げ率の数値は、厚生労働省が発表している「民間主要企業春季賃上げ要求・妥結状況」における賃上げ率である。これ以外に、速報として日本経団連が発表している「春季労使交渉・大手企業業種別妥結結果」や「春季労使交渉・中小企業業種別回答一覧」などが利用される。
雇用者の賃金は、所定内給与だけでなく所定外給与（いわゆる残業手当など）や賞与（ボーナス）にも大きく左右される。景気動向によって所定外労働時間は大きく変動し、また近年は賞与の支給も企業業績に連動するなどの方式を採用する企業も増加している。
多くの日本企業では、所定内給与（いわゆる本俸）の改定は春闘の結果を受けて年度単位で実施され、所定外手当てや賞与の計算も所定内給与を基礎に計算されるので春闘賃上げ率は各年度の賃金の動向に大きな影響を及ぼしてきた。このため春闘賃上げ率は、その年度の雇用者所得の推計や労働コストから物価上昇率に与える影響などの予測に利用されてきた。
近年、年俸制や賞与の業績連動制を採用する企業が増加し、各従業員の給与についても年功序列型で個人差の少ない賃金体系から、各個人の業績に応じて賃金格差を拡大させる方向に変化しているため、春闘賃上げ率が日本全体の雇用者所得の動向を示す指標としての役割もかつてに比べて低下している。月額千円程度のベースアップ意見もある。

## 国民春闘

### 2007年
- 国民春闘共闘委員会は貧困解消と格差是正、労働法制改悪ノーを掲げ1月18日、厚労省や経団連を包囲する行動を行い、全日本金属産業労働組合協議会（金属労協：自動車や電機など主要製造業の5産業別労組）も、同日静岡県熱海市で2007年闘争中央討論集会を開いた。
- 電機連合は、1月25日に中央委員会で月額2,000円以上の賃金改善要求する2007年春闘方針を決めた。
- 全労連と国民春闘共闘委員会が2月21日に、全国で地域総行動を実施した。

## 近年の状況
主要な労働組合は毎年春にベアを求めて横断的な労使交渉を行う春闘を1955年以来、行ってきた。しかしこの春闘・ベアは企業収益が順調に成長し、それを労使が取り合うことを意味しているが、近年の低成長においてはその原資が存在しない。実際、春闘という言葉がだんだんなくなり、雇用維持・定昇を求める春季労使交渉へとの変化もみられる。